# Anthela lineosa
Anthela lineosa là một loài bướm đêm thuộc họ Anthelidae.